# Bro distrikt, Bohuslän
Bro distrikt är ett distrikt i Lysekils kommun och Västra Götalands län. 
Distriktet ligger vid kusten, norr om Lysekil. 

## Tidigare administrativ tillhörighet
Distriktet inrättades 2016 och utgörs av socknen Bro i Lysekils kommun.
Området motsvarar den omfattning Bro församling hade vid årsskiftet 1999/2000.